# Jezuitski kolegij v Varaždinu
Jezuitski kolegij v Varaždinu je bil ustanovljen leta 1632.

## Rektorji
- seznam rektorjev Jezuitskega kolegija v Varaždinu